# قائمة رؤساء وزراء الأردن
منصب رئيس الوزراء في الأردن هو أعلى منصب تنفيذي فيها؛ حيث تناط صلاحيات الملك التنفيذية به وبالوزراء الذين يرأسهم، مع إعطاء وضع أعلى لرئيس الوزراء عن كل من مجلس الوزراء والوزراء الباقين. كذلك، فإن رئيس الوزراء وحكومته هم أصحاب الولاية العامة في الدولة  ويحكم الملك الذي يمثل رأس الدولة من خلالهم، كما أن رئيس الوزراء ووزراء حكومته مسؤولون عن أعمال حكومتهم أمام مجلس الأمة ممثل السلطة التشريعية في البلاد. يُذكر أيضا أن رئيس الوزراء يعين بإرادة ملكية سامية  كما يُنسِّبُ بالوزراء للملك  ولا تستطيع الحكومة مباشرة أعمالها حتى تنال الثقة على برنامجها في مجلس النواب بالأغلبية المطلقة  أي بواقع 50% من الأصوات زائد 1. وفي حال التساوي بالأصوات الممنوحة للحكومة والمحجوبة عنها؛ فإن الحكومة تحصل على الثقة بترجيح اختيار الملك وثقته وليس ثقة مجلس النواب.
من الناحية التاريخية فإنّه بعد جلاء العثمانيين عن بلاد الشام عام 1918 م  ودخول البلاد في طورٍ جديد، شُكلت الحكومة السورية الأولى والتي كانت من الناحية العملية تُسيطر على مناطق بلاد الشام الداخلية؛ وهي شرق الأردن والمناطق السورية شمالًا ما عدا المناطق الساحلية، ومن الناحية النظرية فقد كانت تلك الحكومات وخصوصًا تلك التي جاءت بعد إعلان المملكة العربية السورية، تُعد حكومات تشمل مناطق نفوذها كامل بلاد الشام. بمعنى آخر فقد كانت مناطق نفوذ تلك الحكومات الشامية هي منطقة إدارة أراضي العدو الشرقية  بينما كانت السيطرة الاحتلالية الفرنسية الإنجليزية قد اتضحت في المنطقة الساحلية لبلاد الشام بما فيها فلسطين تحت مسمى إدارة أراضي العدو المحتلة والتي انتهت بإعلان الانتداب على تلك المناطق. ومع انهيار المملكة العربية السورية بدخول القوات الفرنسية الغازية تقسمت بلاد الشام فعليًّا إلى أربع مناطق؛ حيث كانت كل من فلسطين ولبنان قد فُصلتا فعليًّا بالحكم العسكري المباشر من قبل الإنجليز والفرنسيين عن باقي بلاد الشام قبل ذلك، ثم فصلت منطقتي شرق الأردن وسورية  عن بعضهما البعض مع سقوط المملكة السورية فعليّا مع سقوط دمشق في 25 يوليو عام 1920 م.
يعود منصب رئيس وزراء الأردن إلى بدايات شهر أبريل من عام 1921 م؛ حيث شُكِّلت الحكومة الأولى برئاسة رشيد طليع. مما هو جدير بالذكر، أنه قد نشأ في منطقة شرق الأردن بعد سقوط المملكة العربية السورية عدة حكومات محلية أخذت على عاتقها إدارة الأمور في مناطقها؛ حيث تمثل عملها الرئيس في ملئ الشغور الإداري والسياسي في المنطقة بين العهدين الفيصلي وإمارة شرق الأردن. وأبرزها ثلاث حكوماتٍ؛ هي حكومة الكرك المحلية (رسميًّا الحكومة المؤابية العربية) وحكومة السلط المحلية وفي الشمال نشأت حكومة عجلون العربية بقيادة علي الشرايري، بالإضافة لحكومات أخرى.
كان رئيس الحكومة الأولى والثانية يُسمى بتسميتين في الوقت نفسه وهما الكاتب الإداري ورئيس مجلس المشاورين، وتعد حكومات تلك المرحلة ذات طابعٍ عربي أكثر منه محلي. أما الحكومات من الثالثة إلى الخامسة فقد حمل الرؤساء فيها اسم رئيس المستشارين. وما لبثت الحكومة الخامسة أن تغير لقب رئيسها إلى رئيس مجلس الوكلاء. بعد ذلك، في عهد الحكومتين السادسة والسابعة صار اسم الرئيس رئيس النظار. بقي اسم رئيس النظارالمسمى الرسمي لرئيس المجلس حتى بُدل في نهاية عمر الحكومة الثامنة إلى رئيس الوزراء وهو الاسم المستمر لليوم.

## دليل ألوان
- رئيس المشاورين
- رئيس المستشارين
- رئيس النظّار
- حزب الاستقلال العربي
- حزب أم القرى
- مستقل
- الحزب الوطني الاشتراكي
- القوات المسلحة الأردنية
- حزب التيار الوطني
- رئيس وزراء لحكومة مؤقتة

## القائمة
| الرقم                                        | رئيس الوزراء | في عهد                                                                                        | المدة                                                                      | مجلس الوزراء                                | الانتماء | الانتماء               |
| -------------------------------------------- | --- | --------------------------------------------------------------------------------------------- | -------------------------------------------------------------------------- | ------------------------------------------- | -------- | ---------------------- |
| • إمارة شرق الأردن (1921م – 1946م) •         | |                                                                                               |                                                                            |                                             |          |                        |
| 1                                            | رشيد طليع (1877 - 1926م) السن عند تولي المنصب: 43 سنةً                                                                 | عبد الله الأول فترة الحكم من: 31 مارس 1921 إلى: 25 مايو 1946                                  | من: 11 أبريل 1921 حتى: 23 يونيو 1921 مدة: شهران و12 يومًا                   | الحكومة الأولى                              |          | الاستقلال              |
| 1                                            | رشيد طليع (1877 - 1926م) السن عند تولي المنصب: 43 سنةً                                                                 | عبد الله الأول فترة الحكم من: 31 مارس 1921 إلى: 25 مايو 1946                                  | من: 5 يوليو 1921م حتى: 5 أغسطس 1921م مدة: شهرًا واحدًا و10 أيامٍ              | الحكومة الثانية                             |          | الاستقلال              |
|                                              | | عبد الله الأول فترة الحكم من: 31 مارس 1921 إلى: 25 مايو 1946                                  |                                                                            |                                             |          | الاستقلال              |
| 2                                            | مظهر رسلان (1886 - 1948م) السن عند تولي المنصب: 35 سنةً                                                                | عبد الله الأول فترة الحكم من: 31 مارس 1921 إلى: 25 مايو 1946                                  | من: 15 أغسطس 1921 حتى: 10 مارس 1922 مدة: 6 أشهرٍ و23 يومًا                   | الحكومة الثالثة                             |          | الاستقلال              |
| 3                                            | علي رضا الركابي (1868 - 1942م) السن عند تولي المنصب: 53 سنةً                                                           | عبد الله الأول فترة الحكم من: 31 مارس 1921 إلى: 25 مايو 1946                                  | من: 10 مارس 1922 حتى: 28 يناير 1923 مدة: 10 أشهرٍ و18 يومًا                  | الحكومة الرابعة                             |          | أم القرى               |
| —                                            | مظهر رسلان السن عند تولي المنصب: 36 سنةً                                                                               | عبد الله الأول فترة الحكم من: 31 مارس 1921 إلى: 25 مايو 1946                                  | من: 1 فبراير 1923 حتى: 4 سبتمبر 1923 مدة: 7 أشهرٍ و3 أيامٍ                   | الحكومة الخامسة                             |          | الاستقلال              |
| 4                                            | حسن خالد أبو الهدى (1871 - 1936م) السن عند تولي المنصب: 52 سنةً                                                        | عبد الله الأول فترة الحكم من: 31 مارس 1921 إلى: 25 مايو 1946                                  | من: 5 سبتمبر 1923 حتى: 3 مايو 1924 مدة: 8 أشهرٍ ويومًا واحدًا                 | الحكومة السادسة                             |          | مستقل                  |
| —                                            | علي رضا الركابي السن عند تولي المنصب: 56 سنةً                                                                          | عبد الله الأول فترة الحكم من: 31 مارس 1921 إلى: 25 مايو 1946                                  | من: 3 مايو 1924 حتى: 25 يونيو 1926 مدة: سنتان وشهرًا واحدًا و18 يومًا         | الحكومة السابعة                             |          | أم القرى               |
| —                                            | حسن خالد أبو الهدى السن عند تولي المنصب: 55 سنةً                                                                       | عبد الله الأول فترة الحكم من: 31 مارس 1921 إلى: 25 مايو 1946                                  | من: 26 يونيو 1926 حتى: 17 نوفمبر 1929 مدة: 3 سنواتٍ و4 أشهرٍ و22 يومًا        | الحكومة الثامنة                             |          | مستقل                  |
| —                                            | حسن خالد أبو الهدى السن عند تولي المنصب: 55 سنةً                                                                       | عبد الله الأول فترة الحكم من: 31 مارس 1921 إلى: 25 مايو 1946                                  | من: 17 أكتوبر 1929 حتى: 21 فبراير 1931 مدة: سنةً واحدةً و4 أشهرٍ و4 أيامٍ      | الحكومة التاسعة                             |          | مستقل                  |
| 5                                            | عبد الله بن عبد الرحمن سراج (1875 - 1949م) السن عند تولي المنصب: 55 سنةً                                               | عبد الله الأول فترة الحكم من: 31 مارس 1921 إلى: 25 مايو 1946                                  | من: 22 فبراير 1931 حتى: 18 أكتوبر 1933 مدة: سنتان و7 أشهرٍ و26 يومًا         | الحكومة العاشرة                             |          | مستقل                  |
| 6                                            | إبراهيم هاشم (1886 - 1958م) السن عند تولي المنصب: 47 سنةً                                                              | عبد الله الأول فترة الحكم من: 31 مارس 1921 إلى: 25 مايو 1946                                  | من: 18 أكتوبر 1933 حتى: 27 سبتمبر 1938 مدة: 4 سنواتٍ و11 شهرًا و9 أيامٍ       | الحكومة الحادية عشرة                        |          | مستقل                  |
| 7                                            | توفيق أبو الهدى (1894 - 1956م) السن عند تولي المنصب: 44 سنةً                                                           | عبد الله الأول فترة الحكم من: 31 مارس 1921 إلى: 25 مايو 1946                                  | من: 28 أكتوبر 1938 حتى: 6 أغسطس 1939 مدة: 9 أشهرٍ و9 أيامٍ                   | الحكومة الثانية عشرة                        |          | مستقل                  |
| 7                                            | توفيق أبو الهدى (1894 - 1956م) السن عند تولي المنصب: 44 سنةً                                                           | عبد الله الأول فترة الحكم من: 31 مارس 1921 إلى: 25 مايو 1946                                  | من: 6 أغسطس 1939م حتى: 24 سبتمبر 1940م مدة: سنةً واحدةً وشهرًا واحدًا و18 يومًا | الحكومة الثالث عشرة                         |          | مستقل                  |
| 7                                            | توفيق أبو الهدى (1894 - 1956م) السن عند تولي المنصب: 44 سنةً                                                           | عبد الله الأول فترة الحكم من: 31 مارس 1921 إلى: 25 مايو 1946                                  | من: 25 سبتمبر 1940م حتى: 27 يوليو 1941م مدة: 10 أشهرٍ ويومان                | الحكومة الرابع عشرة                         |          | مستقل                  |
| 7                                            | توفيق أبو الهدى (1894 - 1956م) السن عند تولي المنصب: 44 سنةً                                                           | عبد الله الأول فترة الحكم من: 31 مارس 1921 إلى: 25 مايو 1946                                  | من: 29 يوليو 1941م حتى: 18 مايو 1943م مدة: سنةً واحدةً و9 أشهرٍ و19 يومًا      | الحكومة الخامس عشرة                         |          | مستقل                  |
| 7                                            | توفيق أبو الهدى (1894 - 1956م) السن عند تولي المنصب: 44 سنةً                                                           | عبد الله الأول فترة الحكم من: 31 مارس 1921 إلى: 25 مايو 1946                                  | من: 19 مايو 1943م حتى: 14 أكتوبر 1944م مدة: سنةً واحدةً و4 أشهرٍ و25 يومًا     | الحكومة السادس عشرة                         |          | مستقل                  |
| 8                                            | سمير الرفاعي (1901 - 1965م) السن عند تولي المنصب: 43 سنةً و9 أشهرٍ و16 يومًا                                             | عبد الله الأول فترة الحكم من: 31 مارس 1921 إلى: 25 مايو 1946                                  | من: 15 أكتوبر 1944 حتى: 18 مايو 1945 مدة: 7 أشهرٍ و3 أيامٍ                   | الحكومة السابع عشرة                         |          | مستقل                  |
| —                                            | إبراهيم هاشم | عبد الله الأول فترة الحكم من: 31 مارس 1921 إلى: 25 مايو 1946                                  | من: 19 مايو 1945                                                           | الحكومة                                     |          | مستقل                  |
| • المملكة الأردنية الهاشمية (1946م – للآن) • | |                                                                                               |                                                                            |                                             |          |                        |
|                                              | السن عند تولي المنصب: 59 سنةً                                                                                          | عبد الله الأول فترة الحكم من: 25 مايو 1946 إلى: 20 يوليو 1951                                 | حتى: 3 فبراير 1947 مدة: سنةً واحدةً و8 أشهرٍ و15 يومًا                         | الثامن عشرة                                 |          | مستقل                  |
| —                                            | سمير الرفاعي السن عند تولي المنصب: 46 سنةً و5 أيامٍ                                                                     | عبد الله الأول فترة الحكم من: 25 مايو 1946 إلى: 20 يوليو 1951                                 | من: 4 فبراير 1947 حتى: 27 ديسمبر 1947 مدة: 10 أشهرٍ و23 يومًا                | الحكومة التاسع عشرة                         |          | مستقل                  |
| —                                            | توفيق أبو الهدى السن عند تولي المنصب: 55 سنةً                                                                          | عبد الله الأول فترة الحكم من: 25 مايو 1946 إلى: 20 يوليو 1951                                 | من: 28 ديسمبر 1947 حتى: 3 مايو 1949 مدة: سنةً واحدةً و4 أشهرٍ و5 أيامٍ         | الحكومة العشرون                             |          | مستقل                  |
| —                                            | توفيق أبو الهدى السن عند تولي المنصب: 55 سنةً                                                                          | عبد الله الأول فترة الحكم من: 25 مايو 1946 إلى: 20 يوليو 1951                                 | من: 7 مايو 1949 حتى: 11 أبريل 1950 مدة: 11 شهرًا و4 أيامٍ                    | الحكومة الحادية والعشرون                    |          | مستقل                  |
| 9                                            | سعيد المفتي (1889 - 1989م) السن عند تولي المنصب: 51 سنةً و9 أشهرٍ و17 يومًا                                              | عبد الله الأول فترة الحكم من: 25 مايو 1946 إلى: 20 يوليو 1951                                 | من: 12 أبريل 1950 حتى: 14 أكتوبر 1950 مدة: 6 أشهرٍ ويومان                   | الحكومة الثانية والعشرون                    |          | مستقل                  |
| 9                                            | سعيد المفتي (1889 - 1989م) السن عند تولي المنصب: 51 سنةً و9 أشهرٍ و17 يومًا                                              | عبد الله الأول فترة الحكم من: 25 مايو 1946 إلى: 20 يوليو 1951                                 | من: 14 أكتوبر 1950 حتى: 4 ديسمبر 1950 مدة: شهرًا واحدًا و20 يومًا             | الحكومة الثالثة والعشرون                    |          | مستقل                  |
| —                                            | سمير الرفاعي السن عند تولي المنصب: 49 سنةً و10 أشهرٍ و4 أيامٍ المدة المتواصلة في المنصب: 7 أشهرٍ و16 يومًا                 | عبد الله الأول فترة الحكم من: 25 مايو 1946 إلى: 20 يوليو 1951                                 | من: 4 ديسمبر 1950 حتى: 20 يوليو 1951 مدة: 7 أشهرٍ و20 يومًا                  | الحكومة الرابعة والعشرون                    |          | مستقل                  |
| —                                            | سمير الرفاعي السن عند تولي المنصب: 49 سنةً و10 أشهرٍ و4 أيامٍ المدة المتواصلة في المنصب: 7 أشهرٍ و16 يومًا                 |                                                                                               |                                                                            | الحكومة الرابعة والعشرون                    |          | مستقل                  |
| —                                            | سمير الرفاعي السن عند تولي المنصب: 49 سنةً و10 أشهرٍ و4 أيامٍ المدة المتواصلة في المنصب: 7 أشهرٍ و16 يومًا                 | الوصي نايف بن عبد الله الملك طلال بن عبد الله فترة الحكم من: 20 يوليو 1951 إلى: 6 سبتمبر 1951 | من: 20 يوليو 1951 حتى: 24 يوليو 1951 مدة: 4 أيامٍ                           | الحكومة الرابعة والعشرون                    |          | مستقل                  |
| —                                            | توفيق أبو الهدى السن عند تولي المنصب: 59 سنةً المدة المتواصلة في المنصب: سنةً واحدةً و9 أشهرٍ و10 أيامٍ                    | الوصي نايف بن عبد الله الملك طلال بن عبد الله فترة الحكم من: 20 يوليو 1951 إلى: 6 سبتمبر 1951 | من: 25 يوليو 1951 حتى: 7 سبتمبر 1951 مدة: شهرًا واحدًا و13 يومًا              | الحكومة الخامسة والعشرون                    |          | مستقل                  |
| —                                            | توفيق أبو الهدى السن عند تولي المنصب: 59 سنةً المدة المتواصلة في المنصب: سنةً واحدةً و9 أشهرٍ و10 أيامٍ                    |                                                                                               |                                                                            |                                             |          | مستقل                  |
| —                                            | توفيق أبو الهدى السن عند تولي المنصب: 59 سنةً المدة المتواصلة في المنصب: سنةً واحدةً و9 أشهرٍ و10 أيامٍ                    | طلال بن عبد الله فترة الحكم من: 6 سبتمبر 1951 إلى: 4 يونيو 1952                               | من: 8 سبتمبر 1951م حتى: 4 يونيو 1952م مدة: 8 أشهرٍ و27 يومًا                 | الحكومة السادسة والعشرون                    |          | مستقل                  |
| —                                            | توفيق أبو الهدى السن عند تولي المنصب: 59 سنةً المدة المتواصلة في المنصب: سنةً واحدةً و9 أشهرٍ و10 أيامٍ                    |                                                                                               |                                                                            | الحكومة السادسة والعشرون                    |          | مستقل                  |
| —                                            | توفيق أبو الهدى السن عند تولي المنصب: 59 سنةً المدة المتواصلة في المنصب: سنةً واحدةً و9 أشهرٍ و10 أيامٍ                    | هيئة النيابة طلال بن عبد الله فترة الحكم من: 4 يونيو 1952 إلى: 11 أغسطس 1952                  | من: 4 يونيو 1951 حتى: 11 أغسطس 1952 مدة: سنةً واحدةً وشهران و7 أيامٍ          | الحكومة السادسة والعشرون                    |          | مستقل                  |
| —                                            | توفيق أبو الهدى السن عند تولي المنصب: 59 سنةً المدة المتواصلة في المنصب: سنةً واحدةً و9 أشهرٍ و10 أيامٍ                    |                                                                                               |                                                                            | الحكومة السادسة والعشرون                    |          | مستقل                  |
| —                                            | توفيق أبو الهدى السن عند تولي المنصب: 59 سنةً المدة المتواصلة في المنصب: سنةً واحدةً و9 أشهرٍ و10 أيامٍ                    | مجلس الوصاية على العرش الحسين بن طلال فترة الحكم من: 11 أغسطس 1952 إلى: 2 مايو 1953           |                                                                            | الحكومة السادسة والعشرون                    |          | مستقل                  |
| —                                            | توفيق أبو الهدى السن عند تولي المنصب: 59 سنةً المدة المتواصلة في المنصب: سنةً واحدةً و9 أشهرٍ و10 أيامٍ                    | من: 11 أغسطس 1952 حتى: 27 سبتمبر 1952 مدة: شهرًا واحدًا و16 يومًا                                |                                                                            | الحكومة السادسة والعشرون                    |          | مستقل                  |
| —                                            | توفيق أبو الهدى السن عند تولي المنصب: 59 سنةً المدة المتواصلة في المنصب: سنةً واحدةً و9 أشهرٍ و10 أيامٍ                    | من: 30 سبتمبر 1952م حتى: 2 مايو 1953م مدة: 7 أشهرٍ ويومان                                      | الحكومة السابعة والعشرون                                                   |                                             |          | مستقل                  |
| —                                            | توفيق أبو الهدى السن عند تولي المنصب: 59 سنةً المدة المتواصلة في المنصب: سنةً واحدةً و9 أشهرٍ و10 أيامٍ                    |                                                                                               |                                                                            |                                             |          | مستقل                  |
| —                                            | توفيق أبو الهدى السن عند تولي المنصب: 59 سنةً المدة المتواصلة في المنصب: سنةً واحدةً و9 أشهرٍ و10 أيامٍ                    | الحسين بن طلال فترة الحكم من: 2 مايو 1953 إلى: 7 فبراير 1999                                  | الحكومة السابعة والعشرون                                                   | من: 2 مايو 1953 حتى: 5 مايو 1953 مدة: يومان |          | مستقل                  |
| 10                                           | فوزي الملقي (1909 - 1962م) السن عند تولي المنصب: 44 سنةً                                                               | الحسين بن طلال فترة الحكم من: 2 مايو 1953 إلى: 7 فبراير 1999                                  | من: 5 مايو 1953 حتى: 4 مايو 1954 مدة: 11 شهرًا و29 يومًا                     | الحكومة الثامنة والعشرون                    |          | مستقل                  |
| —                                            | توفيق أبو الهدى السن عند تولي المنصب: 62 سنةً                                                                          | الحسين بن طلال فترة الحكم من: 2 مايو 1953 إلى: 7 فبراير 1999                                  | من: 4 مايو 1954 حتى: 21 أكتوبر 1954 مدة: 5 أشهرٍ و17 يومًا                   | الحكومة التاسعة والعشرون                    |          | مستقل                  |
| —                                            | توفيق أبو الهدى السن عند تولي المنصب: 62 سنةً                                                                          | الحسين بن طلال فترة الحكم من: 2 مايو 1953 إلى: 7 فبراير 1999                                  | من: 24 أكتوبر 1954 حتى: 28 مايو 1955 مدة: 7 أشهرٍ و4 أيامٍ                   | الحكومة الثلاثون                            |          | مستقل                  |
| —                                            | سعيد المفتي السن عند تولي المنصب: 56 سنةً و11 شهرًا و4 أيامٍ                                                             | الحسين بن طلال فترة الحكم من: 2 مايو 1953 إلى: 7 فبراير 1999                                  | من: 30 مايو 1955 حتى: 15 ديسمبر 1955 مدة: 6 أشهرٍ و15 يومًا                  | الحكومة الحادية والثلاثون                   |          | مستقل                  |
| 11                                           | هزاع المجالي (1917 - 1960م) السن عند تولي المنصب: 37 سنةً                                                              | الحسين بن طلال فترة الحكم من: 2 مايو 1953 إلى: 7 فبراير 1999                                  | من: 15 ديسمبر 1955 حتى: 21 ديسمبر 1955 مدة: 6 أيامٍ                         | الحكومة الثانية والثلاثون                   |          | مستقل                  |
| —                                            | إبراهيم هاشم السن عند تولي المنصب: 69 سنةً                                                                             | الحسين بن طلال فترة الحكم من: 2 مايو 1953 إلى: 7 فبراير 1999                                  | من: 21 ديسمبر 1955 حتى: 8 يناير 1956 مدة: 18 يومًا                          | الحكومة الثالثة والثلاثون                   |          | مستقل                  |
| —                                            | سمير الرفاعي السن عند تولي المنصب: 54 سنةً و11 شهرًا و9 أيامٍ                                                            | الحسين بن طلال فترة الحكم من: 2 مايو 1953 إلى: 7 فبراير 1999                                  | من: 8 يناير 1956 حتى: 22 مايو 1956 مدة: 4 أشهرٍ و14 يومًا                    | الحكومة الرابعة والثلاثون                   |          | مستقل                  |
| —                                            | سعيد المفتي السن عند تولي المنصب: 57 سنةً و10 أشهرٍ و26 يومًا                                                            | الحسين بن طلال فترة الحكم من: 2 مايو 1953 إلى: 7 فبراير 1999                                  | من: 22 مايو 1956 حتى: 1 يوليو 1956 مدة: شهرًا واحدًا و9 أيامٍ                 | الحكومة الخامسة والثلاثون                   |          | مستقل                  |
| —                                            | إبراهيم هاشم السن عند تولي المنصب: 70 سنةً                                                                             | الحسين بن طلال فترة الحكم من: 2 مايو 1953 إلى: 7 فبراير 1999                                  | من: 1 يوليو 1956 حتى: 29 أكتوبر 1956 مدة: 3 أشهرٍ و28 يومًا                  | الحكومة السادسة والثلاثون                   |          | مستقل                  |
| 12                                           | سليمان النابلسي (1908 - 1976م) السن عند تولي المنصب: 48 سنةً                                                           | الحسين بن طلال فترة الحكم من: 2 مايو 1953 إلى: 7 فبراير 1999                                  | من: 29 أكتوبر 1956 حتى: 10 أبريل 1957 مدة: 5 أشهرٍ و12 يومًا                 | الحكومة السابعة والثلاثون                   |          | الحزب الوطني الاشتراكي |
| 13                                           | حسين الخالدي (1895 - 1966م) السن عند تولي المنصب: 61 سنةً                                                              | الحسين بن طلال فترة الحكم من: 2 مايو 1953 إلى: 7 فبراير 1999                                  | من: 15 أبريل 1957 حتى: 24 أبريل 1957 مدة: 9 أيامٍ                           | الحكومة الثامنة والثلاثون                   |          | مستقل                  |
| —                                            | إبراهيم هاشم السن عند تولي المنصب: 70 سنةً                                                                             | الحسين بن طلال فترة الحكم من: 2 مايو 1953 إلى: 7 فبراير 1999                                  | من: 24 أبريل 1957 حتى: 18 مايو 1958 مدة: سنةً واحدةً و24 يومًا                | الحكومة التاسعة والثلاثون                   |          | مستقل                  |
| —                                            | سمير الرفاعي السن عند تولي المنصب: 57 سنةً و3 أشهرٍ و18 يومًا                                                            | الحسين بن طلال فترة الحكم من: 2 مايو 1953 إلى: 7 فبراير 1999                                  | من: 18 مايو 1958 حتى: 6 مايو 1959 مدة: 11 شهرًا و18 يومًا                    | الحكومة الأربعون                            |          | مستقل                  |
| —                                            | هزاع المجالي السن عند تولي المنصب: 42 سنةً                                                                             | الحسين بن طلال فترة الحكم من: 2 مايو 1953 إلى: 7 فبراير 1999                                  | من: 6 مايو 1959 حتى: 29 أغسطس 1960 مدة: سنةً واحدةً و3 أشهرٍ و23 يومًا         | الحكومة الحادية والأربعون                   |          | مستقل                  |
| 14                                           | بهجت التلهوني (1913 - 1995م) السن عند تولي المنصب: 47 سنةً                                                             | الحسين بن طلال فترة الحكم من: 2 مايو 1953 إلى: 7 فبراير 1999                                  | من: 29 أغسطس 1960 حتى: 28 يناير 1962 مدة: سنةً واحدةً و4 أشهرٍ و30 يومًا       | الحكومة الثانية والأربعون                   |          | مستقل                  |
| 14                                           | بهجت التلهوني (1913 - 1995م) السن عند تولي المنصب: 47 سنةً                                                             | الحسين بن طلال فترة الحكم من: 2 مايو 1953 إلى: 7 فبراير 1999                                  | من: 29 أغسطس 1960 حتى: 28 يناير 1962 مدة: سنةً واحدةً و4 أشهرٍ و30 يومًا       | الحكومة الثالثة والأربعون                   |          | مستقل                  |
| 15                                           | وصفي التل (1919 - 1971م) السن عند تولي المنصب: 43 سنةً و11 شهرًا و9 أيامٍ                                                | الحسين بن طلال فترة الحكم من: 2 مايو 1953 إلى: 7 فبراير 1999                                  | من: 28 يناير 1962 حتى: 2 ديسمبر 1962 مدة: 10 أشهرٍ و4 أيامٍ                  | الحكومة الرابعة والأربعون                   |          | مستقل                  |
| 15                                           | وصفي التل (1919 - 1971م) السن عند تولي المنصب: 43 سنةً و11 شهرًا و9 أيامٍ                                                | الحسين بن طلال فترة الحكم من: 2 مايو 1953 إلى: 7 فبراير 1999                                  | من: 2 ديسمبر 1962م حتى: 27 مارس 1963م مدة: 3 أشهرٍ و25 يومًا                 | الحكومة الخامسة والأربعون                   |          | مستقل                  |
| —                                            | سمير الرفاعي السن عند تولي المنصب: 62 سنةً وشهرًا واحدًا و25 يومًا                                                        | الحسين بن طلال فترة الحكم من: 2 مايو 1953 إلى: 7 فبراير 1999                                  | من: 27 مارس 1963 حتى: 21 أبريل 1963 مدة: 25 يومًا                           | الحكومة السادسة والأربعون                   |          | مستقل                  |
| 16                                           | حسين بن ناصر (1906 - 1982م) السن عند تولي المنصب: 57 سنةً وشهران و19 يومًا                                              | الحسين بن طلال فترة الحكم من: 2 مايو 1953 إلى: 7 فبراير 1999                                  | من: 21 أبريل 1963 حتى: 9 يوليو 1963 مدة: شهران و18 يومًا                    | الحكومة السابعة والأربعون                   |          | مستقل                  |
| 16                                           | حسين بن ناصر (1906 - 1982م) السن عند تولي المنصب: 57 سنةً وشهران و19 يومًا                                              | الحسين بن طلال فترة الحكم من: 2 مايو 1953 إلى: 7 فبراير 1999                                  | من: 9 يوليو 1963 حتى: 6 يوليو 1964 مدة: 11 شهرًا و27 يومًا                   | الحكومة الثامنة والأربعون                   |          | مستقل                  |
| —                                            | بهجت التلهوني السن عند تولي المنصب: 51 سنةً                                                                            | الحسين بن طلال فترة الحكم من: 2 مايو 1953 إلى: 7 فبراير 1999                                  | من: 6 يوليو 1964 حتى: 14 فبراير 1965 مدة: 7 أشهرٍ و8 أيامٍ                   | الحكومة التاسعة والأربعون                   |          | مستقل                  |
| —                                            | وصفي التل السن عند تولي المنصب: 46 سنةً و25 يومًا                                                                       | الحسين بن طلال فترة الحكم من: 2 مايو 1953 إلى: 7 فبراير 1999                                  | من: 13 فبراير 1965 حتى: 22 ديسمبر 1966 مدة: سنةً واحدةً و10 أشهرٍ و9 أيامٍ     | الحكومة الخمسون                             |          | مستقل                  |
| —                                            | وصفي التل السن عند تولي المنصب: 46 سنةً و25 يومًا                                                                       | الحسين بن طلال فترة الحكم من: 2 مايو 1953 إلى: 7 فبراير 1999                                  | من: 22 ديسمبر 1966 حتى: 4 مارس 1967 مدة: شهران و10 أيامٍ                    | الحكومة الحادية الخمسون                     |          | مستقل                  |
| —                                            | حسين بن ناصر السن عند تولي المنصب: 61 سنةً وشهرًا واحدًا ويومان                                                          | الحسين بن طلال فترة الحكم من: 2 مايو 1953 إلى: 7 فبراير 1999                                  | من: 4 مارس 1967 حتى: 23 أبريل 1967 مدة: شهرًا واحدًا و19 يومًا                | الحكومة الثانية والخمسون                    |          | مستقل                  |
| 17                                           | سعد جمعة (1916 - 1979م) السن عند تولي المنصب: 50 سنةً                                                                  | الحسين بن طلال فترة الحكم من: 2 مايو 1953 إلى: 7 فبراير 1999                                  | من: 23 أبريل 1967 حتى: 1 أغسطس 1967 مدة: 3 أشهرٍ و9 أيامٍ                    | الحكومة الثالثة والخمسون                    |          | مستقل                  |
| 17                                           | سعد جمعة (1916 - 1979م) السن عند تولي المنصب: 50 سنةً                                                                  | الحسين بن طلال فترة الحكم من: 2 مايو 1953 إلى: 7 فبراير 1999                                  | من: 2 أغسطس 1967 حتى: 7 أكتوبر 1967 مدة: شهران و5 أيامٍ                     | الحكومة الرابعة والخمسون                    |          | مستقل                  |
| —                                            | بهجت التلهوني السن عند تولي المنصب: 54 سنةً                                                                            | الحسين بن طلال فترة الحكم من: 2 مايو 1953 إلى: 7 فبراير 1999                                  | من: 7 أكتوبر 1967 حتى: 24 مارس 1969 مدة: سنةً واحدةً و5 أشهرٍ و17 يومًا        | الحكومة الخامسة والخمسون                    |          | مستقل                  |
| 18                                           | عبد المنعم الرفاعي (1917 - 1985م) السن عند تولي المنصب: 52 سنةً وشهرًا واحدًا ويومًا واحدًا                                | الحسين بن طلال فترة الحكم من: 2 مايو 1953 إلى: 7 فبراير 1999                                  | من: 24 مارس 1969 حتى: 13 أغسطس 1969 مدة: 4 أشهرٍ و20 يومًا                   | الحكومة السادسة والخمسون                    |          | مستقل                  |
| —                                            | بهجت التلهوني السن عند تولي المنصب: 56 سنةً                                                                            | الحسين بن طلال فترة الحكم من: 2 مايو 1953 إلى: 7 فبراير 1999                                  | من: 13 أغسطس 1969 حتى: 27 يونيو 1970 مدة: 10 أشهرٍ و14 يومًا                 | الحكومة السابعة والخمسون                    |          | مستقل                  |
| —                                            | بهجت التلهوني السن عند تولي المنصب: 56 سنةً                                                                            | الحسين بن طلال فترة الحكم من: 2 مايو 1953 إلى: 7 فبراير 1999                                  | من: 13 أغسطس 1969 حتى: 27 يونيو 1970 مدة: 10 أشهرٍ و14 يومًا                 | الحكومة الثامنة والخمسون                    |          | مستقل                  |
| —                                            | عبد المنعم الرفاعي السن عند تولي المنصب: 53 سنةً و4 أشهرٍ و4 أيامٍ                                                       | الحسين بن طلال فترة الحكم من: 2 مايو 1953 إلى: 7 فبراير 1999                                  | من: 27 يونيو 1970 حتى: 16 سبتمبر 1970 مدة: شهران و20 يومًا                  | الحكومة التاسعة والخمسون                    |          | مستقل                  |
| 19                                           | محمد داوود العباسي (1914 - 1972م) السن عند تولي المنصب: 56 سنةً وشهران و5 أيامٍ                                         | الحسين بن طلال فترة الحكم من: 2 مايو 1953 إلى: 7 فبراير 1999                                  | من: 16 سبتمبر 1970 حتى: 26 سبتمبر 1970 مدة: 10 أيامٍ                        | الحكومة الستون                              |          | الجيش                  |
| 20                                           | أحمد طوقان (1903 - 1981م) السن عند تولي المنصب: 67 سنةً وشهرًا واحدًا و11 يومًا                                           | الحسين بن طلال فترة الحكم من: 2 مايو 1953 إلى: 7 فبراير 1999                                  | من: 26 سبتمبر 1970 حتى: 28 أكتوبر 1970 مدة: شهرًا واحدًا ويومان              | الحكومة الحادية والستون                     |          | مستقل                  |
| —                                            | وصفي التل السن عند تولي المنصب: 51 سنةً و9 أشهرٍ و9 أيامٍ                                                                | الحسين بن طلال فترة الحكم من: 2 مايو 1953 إلى: 7 فبراير 1999                                  | من: 28 أكتوبر 1970 حتى: 28 نوفمبر 1971 مدة: سنةً واحدةً وشهرًا واحدًا          | الحكومة الثانية والستون                     |          | مستقل                  |
| 23                                           | أحمد اللوزي (1925 - 2014م) السن عند تولي المنصب: 46 سنةً                                                               | الحسين بن طلال فترة الحكم من: 2 مايو 1953 إلى: 7 فبراير 1999                                  | من: 29 نوفمبر 1971 حتى: 3 ديسمبر 1972 مدة: سنةً واحدةً و4 أيامٍ               | الحكومة الثالثة والستون                     |          | مستقل                  |
| 23                                           | أحمد اللوزي (1925 - 2014م) السن عند تولي المنصب: 46 سنةً                                                               | الحسين بن طلال فترة الحكم من: 2 مايو 1953 إلى: 7 فبراير 1999                                  | من: 29 نوفمبر 1971 حتى: 26 مايو 1973 مدة: سنةً واحدةً و5 أشهرٍ و27 يومًا       | الحكومة الرابعة والستون                     |          | مستقل                  |
| 22                                           | زيد الرفاعي (1936م - 2024م) السن عند تولي المنصب: 36 سنةً و5 أشهرٍ و29 يومًا                                             | الحسين بن طلال فترة الحكم من: 2 مايو 1953 إلى: 7 فبراير 1999                                  | من: 26 مايو 1973 حتى: 23 نوفمبر 1974 مدة: سنةً واحدةً و6 أشهرٍ و17 يومًا       | الحكومة الخامسة والستون                     |          | مستقل                  |
| 22                                           | زيد الرفاعي (1936م - 2024م) السن عند تولي المنصب: 36 سنةً و5 أشهرٍ و29 يومًا                                             | الحسين بن طلال فترة الحكم من: 2 مايو 1953 إلى: 7 فبراير 1999                                  | من: 23 نوفمبر 1974م حتى: 8 فبراير 1976م مدة: سنةً واحدةً وشهران و16 يومًا     | الحكومة السادسة والستون                     |          | مستقل                  |
| 22                                           | زيد الرفاعي (1936م - 2024م) السن عند تولي المنصب: 36 سنةً و5 أشهرٍ و29 يومًا                                             | الحسين بن طلال فترة الحكم من: 2 مايو 1953 إلى: 7 فبراير 1999                                  | من: 8 فبراير 1976م حتى: 13 يوليو 1976م مدة: 5 أشهرٍ و5 أيامٍ                 | الحكومة السابعة والستون                     |          | مستقل                  |
| 23                                           | مضر بدران (1934م - 2023م) السن عند تولي المنصب: 42 سنةً و5 أشهرٍ و25 يومًا                                               | الحسين بن طلال فترة الحكم من: 2 مايو 1953 إلى: 7 فبراير 1999                                  | من: 13 يوليو 1976 حتى: 27 نوفمبر 1976 مدة: 4 أشهرٍ و14 يومًا                 | الحكومة الثامنة والستون                     |          | مستقل                  |
| 23                                           | مضر بدران (1934م - 2023م) السن عند تولي المنصب: 42 سنةً و5 أشهرٍ و25 يومًا                                               | الحسين بن طلال فترة الحكم من: 2 مايو 1953 إلى: 7 فبراير 1999                                  | من: 27 نوفمبر 1976 حتى: 19 ديسمبر 1979 مدة: 3 سنواتٍ و22 يومًا               | الحكومة التاسعة والستون                     |          | مستقل                  |
| 24                                           | عبد الحميد شرف (1939 - 1980م) السن عند تولي المنصب: 40 سنةً و5 أشهرٍ و11 يومًا                                           | الحسين بن طلال فترة الحكم من: 2 مايو 1953 إلى: 7 فبراير 1999                                  | من: 19 ديسمبر 1979 حتى: 3 يوليو 1980 مدة: 6 أشهرٍ و14 يومًا                  | الحكومة السبعون                             |          | مستقل                  |
| 25                                           | قاسم الريماوي (1918 - 1982م) السن عند تولي المنصب: 62 سنةً و5 أشهرٍ و22 يومًا                                            | الحسين بن طلال فترة الحكم من: 2 مايو 1953 إلى: 7 فبراير 1999                                  | من: 3 يوليو 1980 حتى: 28 أغسطس 1980 مدة: شهرًا واحدًا و25 يومًا               | الحكومة الحادية والسبعون                    |          | مستقل                  |
| —                                            | مضر بدران السن عند تولي المنصب: 46 سنةً و7 أشهرٍ و10 أيامٍ                                                               | الحسين بن طلال فترة الحكم من: 2 مايو 1953 إلى: 7 فبراير 1999                                  | من: 28 أغسطس 1980 حتى: 10 يناير 1984 مدة: 3 سنواتٍ و4 أشهرٍ و13 يومًا         | الحكومة الثانية والسبعين                    |          | مستقل                  |
| 26                                           | أحمد عبيدات (1938م -) السن عند تولي المنصب: 45 سنةً وشهرًا واحدًا و23 يومًا                                               | الحسين بن طلال فترة الحكم من: 2 مايو 1953 إلى: 7 فبراير 1999                                  | من: 10 يناير 1984 حتى: 4 أبريل 1984 مدة: شهران و25 يومًا                    | الحكومة الثالثة والسبعون                    |          | مستقل                  |
| —                                            | زيد الرفاعي السن عند تولي المنصب: 47 سنةً و4 أشهرٍ و8 أيامٍ                                                              | الحسين بن طلال فترة الحكم من: 2 مايو 1953 إلى: 7 فبراير 1999                                  | من: 4 أبريل 1984 حتى: 27 أبريل 1989 مدة: 5 سنواتٍ و23 يومًا                  | الحكومة الرابعة والسبعون                    |          | مستقل                  |
| 27                                           | زيد بن شاكر (1934 - 2002م) السن عند تولي المنصب: 54 سنةً و7 أشهرٍ و23 يومًا                                              | الحسين بن طلال فترة الحكم من: 2 مايو 1953 إلى: 7 فبراير 1999                                  | من: 27 أبريل 1989 حتى: 6 ديسمبر 1989 مدة: 7 أشهرٍ و9 أيامٍ                   | الحكومة الخامسة والسبعون                    |          | مستقل                  |
| —                                            | مضر بدران السن عند تولي المنصب: 55 سنةً و10 أشهرٍ و19 يومًا                                                              | الحسين بن طلال فترة الحكم من: 2 مايو 1953 إلى: 7 فبراير 1999                                  | من: 7 ديسمبر 1989 حتى: 19 يونيو 1991 مدة: سنةً واحدةً و6 أشهرٍ و12 يومًا       | الحكومة السادسة والسبعون                    |          | مستقل                  |
| 28                                           | طاهر المصري (1942م -) السن عند تولي المنصب: 49 سنةً                                                                    | الحسين بن طلال فترة الحكم من: 2 مايو 1953 إلى: 7 فبراير 1999                                  | من: 19 يونيو 1991 حتى: 21 نوفمبر 1991 مدة: 5 أشهرٍ ويومان                   | الحكومة السابعة والسبعون                    |          | مستقل                  |
| —                                            | زيد بن شاكر السن عند تولي المنصب: 57 سنةً وشهران و17 يومًا                                                              | الحسين بن طلال فترة الحكم من: 2 مايو 1953 إلى: 7 فبراير 1999                                  | من: 21 نوفمبر 1991 حتى: 29 مايو 1993 مدة: سنةً واحدةً و6 أشهرٍ و8 أيامٍ        | الحكومة الثامنة والسبعون                    |          | مستقل                  |
| 29                                           | عبد السلام المجالي (1925م - 2023م) السن عند تولي المنصب: 68 سنةً وشهرًا واحدًا                                           | الحسين بن طلال فترة الحكم من: 2 مايو 1953 إلى: 7 فبراير 1999                                  | من: 30 مايو 1993 حتى: 7 يناير 1995 مدة: سنةً واحدةً و7 أشهرٍ و8 أيامٍ          | الحكومة التاسعة والسبعون                    |          | مستقل                  |
| —                                            | زيد بن شاكر السن عند تولي المنصب: 60 سنةً و4 أشهرٍ و4 أيامٍ                                                              | الحسين بن طلال فترة الحكم من: 2 مايو 1953 إلى: 7 فبراير 1999                                  | من: 8 يناير 1995 حتى: 4 فبراير 1996 مدة: سنةً واحدةً و27 يومًا                | الحكومة الثمانون                            |          | مستقل                  |
| 30                                           | عبد الكريم الكباريتي (1949 -) السن عند تولي المنصب: 46 سنةً وشهرًا واحدًا و20 يومًا                                       | الحسين بن طلال فترة الحكم من: 2 مايو 1953 إلى: 7 فبراير 1999                                  | من: 4 فبراير 1996 حتى: 9 مارس 1997 مدة: سنةً واحدةً وشهرًا واحدًا و5 أيامٍ      | الحكومة الحادية والثمانون                   |          | مستقل                  |
| —                                            | عبد السلام المجالي السن عند تولي المنصب: 71 سنةً و10 أشهرٍ                                                              | الحسين بن طلال فترة الحكم من: 2 مايو 1953 إلى: 7 فبراير 1999                                  | من: 19 مارس 1997 حتى: 20 أغسطس 1998 مدة: سنةً واحدةً و5 أشهرٍ ويومًا واحدًا     | الحكومة الثانية والثمانون                   |          | مستقل                  |
| 31                                           | فايز الطراونة (1949 - 2021م) السن عند تولي المنصب: 49 سنةً و3 أشهرٍ و19 يومًا المدة المتواصلة في المنصب: 6 أشهرٍ و12 يومًا | الحسين بن طلال فترة الحكم من: 2 مايو 1953 إلى: 7 فبراير 1999                                  | من: 20 أغسطس 1998م حتى: 7 فبراير 1999م مدة: 5 أشهرٍ و18 يومًا                | الحكومة الثالثة والثمانون                   |          | مستقل                  |
| 31                                           | فايز الطراونة (1949 - 2021م) السن عند تولي المنصب: 49 سنةً و3 أشهرٍ و19 يومًا المدة المتواصلة في المنصب: 6 أشهرٍ و12 يومًا |                                                                                               |                                                                            | الحكومة الثالثة والثمانون                   |          | مستقل                  |
| 31                                           | فايز الطراونة (1949 - 2021م) السن عند تولي المنصب: 49 سنةً و3 أشهرٍ و19 يومًا المدة المتواصلة في المنصب: 6 أشهرٍ و12 يومًا | عبد الله الثاني بن الحسين فترة الحكم من: 7 فبراير 1999 إلى: الآن                              | من: 7 فبراير 1999م حتى: 4 مارس 1999م مدة: 25 يومًا                          | الحكومة الثالثة والثمانون                   |          | مستقل                  |
| 32                                           | عبد الرؤوف الروابدة (1939م -) السن عند تولي المنصب: 60 سنةً و14 يومًا                                                   | عبد الله الثاني بن الحسين فترة الحكم من: 7 فبراير 1999 إلى: الآن                              | من: 4 مارس 1999م حتى: 19 يونيو 2000م مدة: سنةً واحدةً و3 أشهرٍ و15 يومًا       | الحكومة الرابعة والثمانون                   |          | مستقل                  |
| 33                                           | علي أبو الراغب (1946م -) السن عند تولي المنصب: 54 سنةً                                                                 | عبد الله الثاني بن الحسين فترة الحكم من: 7 فبراير 1999 إلى: الآن                              | من: 19 يونيو 2000م حتى: 14 فبراير 2002م مدة: سنةً واحدةً و7 أشهرٍ و26 يومًا    | الحكومة الخامسة والثمانون                   |          | مستقل                  |
| 33                                           | علي أبو الراغب (1946م -) السن عند تولي المنصب: 54 سنةً                                                                 | عبد الله الثاني بن الحسين فترة الحكم من: 7 فبراير 1999 إلى: الآن                              | من: 14 فبراير 2002م حتى: 20 يوليو 2003م مدة: سنةً واحدةً و5 أشهرٍ و6 أيامٍ     | الحكومة السادسة والثمانون                   |          | مستقل                  |
| 33                                           | علي أبو الراغب (1946م -) السن عند تولي المنصب: 54 سنةً                                                                 | عبد الله الثاني بن الحسين فترة الحكم من: 7 فبراير 1999 إلى: الآن                              | من: 21 يوليو 2003م حتى: 22 أكتوبر 2003م مدة: 3 أشهرٍ ويومًا واحدًا            | الحكومة السابعة والثمانون                   |          | مستقل                  |
| 34                                           | فيصل الفايز (1952م -) السن عند تولي المنصب: 50 سنةً و10 أشهرٍ و5 أيامٍ                                                   | عبد الله الثاني بن الحسين فترة الحكم من: 7 فبراير 1999 إلى: الآن                              | من: 25 أكتوبر 2003م حتى: 6 أبريل 2005م مدة: سنةً واحدةً و5 أشهرٍ و12 يومًا     | الحكومة الثامنة والثمانون                   |          | مستقل                  |
| 35                                           | عدنان بدران (1935م -) السن عند تولي المنصب: 69 سنةً و11 شهرًا و9 أيامٍ                                                   | عبد الله الثاني بن الحسين فترة الحكم من: 7 فبراير 1999 إلى: الآن                              | من: 24 نوفمبر 2005م حتى: 22 نوفمبر 2007م مدة: 7 أشهرٍ و17 يومًا              | الحكومة التاسعة والثمانون                   |          | مستقل                  |
| 36                                           | معروف البخيت (1947م - 2023م) السن عند تولي المنصب: 58 سنةً و8 أشهرٍ و6 أيامٍ                                             | عبد الله الثاني بن الحسين فترة الحكم من: 7 فبراير 1999 إلى: الآن                              | من: 24 نوفمبر 2005م حتى: 22 نوفمبر 2007م مدة: سنةً واحدةً و11 شهرًا و29 يومًا  | الحكومة التسعون                             |          | مستقل                  |
| 37                                           | نادر الذهبي (1946م -) السن عند تولي المنصب: 61 سنةً وشهرًا واحدًا و18 يومًا                                               | عبد الله الثاني بن الحسين فترة الحكم من: 7 فبراير 1999 إلى: الآن                              | من: 25 نوفمبر 2007م حتى: 9 ديسمبر 2009م مدة: سنتان و19 يومًا                | الحكومة الحادية والتسعون                    |          | مستقل                  |
| 38                                           | سمير زيد الرفاعي (1966م -) السن عند تولي المنصب: 43 سنةً و5 أشهرٍ و13 يومًا                                              | عبد الله الثاني بن الحسين فترة الحكم من: 7 فبراير 1999 إلى: الآن                              | من: 14 ديسمبر 2009 حتى: 22 نوفمبر 2010 مدة: 11 شهرًا و13 يومًا               | الحكومة الثانية والتسعون                    |          | مستقل                  |
| 38                                           | سمير زيد الرفاعي (1966م -) السن عند تولي المنصب: 43 سنةً و5 أشهرٍ و13 يومًا                                              | عبد الله الثاني بن الحسين فترة الحكم من: 7 فبراير 1999 إلى: الآن                              | من: 24 نوفمبر 2010 حتى: 1 يناير 2011 مدة: شهران و8 أيامٍ                    | الحكومة الثالثة والتسعون                    |          | مستقل                  |
| —                                            | معروف البخيت السن عند تولي المنصب: 63 سنةً و10 أشهرٍ و14 يومًا                                                           | عبد الله الثاني بن الحسين فترة الحكم من: 7 فبراير 1999 إلى: الآن                              | من: 1 فبراير 2011م حتى: 17 أكتوبر 2011 مدة: 8 أشهرٍ و16 يومًا                | الحكومة الرابعة والتسعون                    |          | مستقل                  |
| 39                                           | عون الخصاونة (1950م -) السن عند تولي المنصب: 56 سنةً و7 أشهرٍ و25 يومًا                                                  | عبد الله الثاني بن الحسين فترة الحكم من: 7 فبراير 1999 إلى: الآن                              | من: 17 أكتوبر 2011م حتى: 26 أبريل 2012م مدة: 6 أشهرٍ و9 أيامٍ                | الحكومة الخامسة والتسعون                    |          | مستقل                  |
| —                                            | فايز الطراونة السن عند تولي المنصب: 63 سنةً ويومًا واحدًا                                                                | عبد الله الثاني بن الحسين فترة الحكم من: 7 فبراير 1999 إلى: الآن                              | من: 2 مايو 2012 حتى: 3 أكتوبر 2012 مدة: 5 أشهرٍ ويومًا واحدًا                 | الحكومة السادسة والتسعون                    |          | التيار الوطني          |
| 40                                           | عبد الله النسور (1939م -) السن عند تولي المنصب: 73 سنةً و8 أشهرٍ و20 يومًا                                               | عبد الله الثاني بن الحسين فترة الحكم من: 7 فبراير 1999 إلى: الآن                              | من: 10 أكتوبر 2012م حتى: 9 مارس 2013م مدة: 4 أشهرٍ و27 يومًا                 | الحكومة السابعة والتسعون                    |          | مستقل                  |
| 40                                           | عبد الله النسور (1939م -) السن عند تولي المنصب: 73 سنةً و8 أشهرٍ و20 يومًا                                               | عبد الله الثاني بن الحسين فترة الحكم من: 7 فبراير 1999 إلى: الآن                              | من: 9 مارس 2013م حتى: 29 مايو 2016م مدة: 3 سنواتٍ وشهران و20 يومًا           | الحكومة الثامنة والتسعون                    |          | مستقل                  |
| 41                                           | هاني الملقي (1951م -) السن عند تولي المنصب: 64 سنةً و7 أشهرٍ و14 يومًا                                                   | عبد الله الثاني بن الحسين فترة الحكم من: 7 فبراير 1999 إلى: الآن                              | من: 29 مايو 2016 حتى: 20 سبتمبر 2016 مدة: 3 أشهرٍ و22 يومًا                  | الحكومة التاسعة والتسعون                    |          | مستقل                  |
| 41                                           | هاني الملقي (1951م -) السن عند تولي المنصب: 64 سنةً و7 أشهرٍ و14 يومًا                                                   | عبد الله الثاني بن الحسين فترة الحكم من: 7 فبراير 1999 إلى: الآن                              | من: 20 سبتمبر 2016م حتى: 4 يونيو 2018م مدة: سنةً واحدةً و8 أشهرٍ و15 يومًا     | الحكومة المائة                              |          | مستقل                  |
| 42                                           | عمر الرزاز (1960م -) السن عند تولي المنصب: 57 سنةً و5 أشهرٍ و3 أيامٍ                                                     | عبد الله الثاني بن الحسين فترة الحكم من: 7 فبراير 1999 إلى: الآن                              | من: 4 يونيو 2018 حتى: 3 أكتوبر 2020م مدة: سنتان و3 أشهرٍ و29 يومًا           | الحكومة الأولى بعد المائة                   |          | مستقل                  |
| 43                                           | بشر الخصاونة (1969 -) السن عند تولي المنصب: 51 سنةً و8 أشهرٍ و13 يومًا                                                   | عبد الله الثاني بن الحسين فترة الحكم من: 7 فبراير 1999 إلى: الآن                              | من: 12 أكتوبر 2020 حتى: 15 سبتمبر 2024 مدة: 3 سنواتٍ و11 شهرًا و3 أيامٍ       | الحكومة الثانية بعد المائة                  |          | مستقل                  |
| 44                                           | جعفر حسان (1968 -) السن عند تولي المنصب: 56 سنةً و8 أشهرٍ و17 يومًا                                                      | عبد الله الثاني بن الحسين فترة الحكم من: 7 فبراير 1999 إلى: الآن                              | من: 18 سبتمبر 2024 حتى: الآن مدة: 7 أشهرٍ و11 يومًا                          | الحكومة الثالثة بعد المائة                  |          | مستقل                  |

## التعليقات
- رئيس الوزراء الحالي: جعفر حسان منذ 15 سبتمبر 2024.
- أول من حمل لقب رئيس وزراء: حسن خالد أبو الهدى وذلك في الحكومة الأردنية الثامنة، بعد إصدار القانون الأساسي عام 1928. وكان المجلس اسمه المجلس التنفيذي.
- أول من حمل لقب رئيس وزراء وكان المجلس باسم مجلس الوزراء: توفيق أبو الهدى في الجكومة الأردنية الثالثة عشرة.
- أطول رؤساء الوزاراء مدة غير متواصلة في المنصب: توفيق أبو الهدى (11 سنة).
- أطول رؤساء الوزاراء مدة متواصلة في المنصب: زيد الرفاعي (5 سنوات).
- أقل رؤساء الوزارء مدة في المنصب: حسين الخالدي (تسعة أيام).
- أقل الرؤساء بقاءً في المنصب لحكومة واحدة: هزاع المجالي في حكومته الأولى لمدة 5 أيام.
- أصغر رؤساء الوزراء سناً عند تولي المنصب: مظهر رسلان في حكومته الأولى (35 عاماً و7 أشهر و14 يوما).
- أكبر رؤساء الوزراء سناً عند تولي المنصب: إبراهيم هاشم (71 عاماً) في حكومته الخامسة.
- أقدم تاريخ ميلاد لرئيس وزراء: علي رضا الركابي (1868).
- أحدث تاريخ ميلاد لرئيس وزراء: بشر الخصاونة (1969).
- أكثر رؤساء الوزراء تشكيلاً للحكومة: توفيق أبو الهدى (12 حكومة).
- عدد رؤساء الوزراء المتوفيين وفاة غير طبيعية أثناء توليهم المنصب: ثلاثة هم (توفيق أبو الهدى، هزاع المجالي، وصفي التل).
- عدد رؤساء الوزراء المُغتالين أثناء توليهم المنصب: اثنان هم (هزاع المجالي، وصفي التل).
- في أغلب الأوقات خلال المدّة ما بين تقديم الحكومة استقالتها وتكليف رئيس الوزارة الجديد وحلف الوزارة الجديدة لليمين، يقوم الوزراء السابقين بتسيير الأعمال لحين تسلم الوزراء الجدد مهام عملهم.